# Goon: Last of the Enforcers
Série
Fight Games
(2012)
Pour plus de détails, voir Fiche technique et Distribution.
Goon: Last of the Enforcers ou Goon : Le Dernier des durs à cuire au Québec est un film canado-américain coécrit et réalisé par Jay Baruchel, sorti en 2017.

## Fiche technique
Sauf indication contraire, les informations mentionnées dans cette section peuvent être confirmées par la base de données cinématographiques IMDb,  présente dans la section « Liens externes ».
- Titre original : Goon: Last of the Enforcers
- Titre québécois : Goon : Le Dernier des durs à cuire
- Réalisation : Jay Baruchel
- Scénario : Jay Baruchel et Jesse Chabot (d'après les personnes d'Evan Goldberg et le roman Goon de Adam Frattasio et Douglas Smith)
- Direction artistique : Anthony A. Ianni
- Décors : Mary Kirkland ; Michelle Lannon (superviseur)
- Costumes : Lea Carlson
- Photographie : Paul Sarossy
- Montage : Jason Eisener
- Musique : Trevor Morris
- Casting : Sara Kay et Jenny Lewis
- Production : Jay Baruchel, David Gross et André Rouleau ; Jesse Chabot (coproduction) ; Chantelle Kadyschuk (supervision de prod.) ; Valérie d'Auteuil (associée)
- Production exécutive : Evan Goldberg, Hartley Gorenstein, Kyle Hunter, Jeff Arkuss, Patrick Roy, Seann William Scott, Ariel Shaffir, Jesse Shapira et Mark Slone
- Sociétés de production : No Trace Camping, Caramel Film
- Sociétés de distribution : Momentum Pictures (en)
- Pays d'origine :  Canada,  États-Unis
- Langue originale : Anglais américain, anglais canadien et anglais
- Format : couleur
- Genre : Comédie
- Durée : 101 minutes
- Dates de sortie
  - Canada : 17 mars 2017
  - États-Unis : 1er septembre 2017
- Public :

États-Unis : R
Canada (Colombie-Britannique) : interdit aux moins de 18 ans
Canada (Québec) : interdit aux moins de 13 ans

## Distribution
- Seann William Scott (VF : Jérôme Pauwels ; VQ : Patrice Dubois) : Doug « The Thug » Glatt
- Liev Schreiber (VF : Thierry Hancisse ; VQ : Patrick Chouinard) : Ross « The Boss » Rhea
- Alison Pill (VF : Jessica Monceau ; VQ : Magalie Lépine-Blondeau) : Eva Glatt
- Wyatt Russell (VF : Bruno Magne ; VQ : Jean-Philippe Baril-Guérard) : Anders Cain
- Jay Baruchel (VF : Donald Reignoux ; VQ : Nicholas Savard L'Herbier) : Patrick « Pat » Hooolihan
- Elisha Cuthbert (VF : Edwige Lemoine ; VQ : Émilie Bibeau) : Mary
- Marc-André Grondin (VF et VQ : lui-même) : Xavier LaFlamme
- Kim Coates (VF : Gabriel Le Doze ; VQ : Sébastien Dhavernas) : Ronnie Hortense
- Callum Keith Rennie (VF : Éric Herson-Macarel ; VQ : Normand D'Amour) : Hyrum Cain
- Jason Jones (VQ : Daniel Picard) : Bob Forbes
- T. J. Miller (VF : Christophe Lemoine ; VQ : Éric Bruneau) : Chad Bailey
- David Paetkau  : Ira Glatt
- Jonathan Cherry (VF : Damien Boisseau ; VQ : Louis-Philippe Dandenault) : Marco « Goalie / Belchie » Belchior
- Richard Clarkin (VF : Joël Zaffarano) : Gord Ogilvey
- George Tchortov (VQ : Hugolin Chevrette-Landesque) : Evgeni Yakovlena
- Trent Pardy (VF : Guillaume Bourboulon) : Stevenson
- Boomer Phillips  : Walters
- Emma Hunter (VF : Jessie Lambotte) : l'hôtesse de l'air
- James Duthie (VF : Vincent Ropion) : lui-même

 Source et légende : version française (VF) sur RS Doublage et selon le carton du doublage français du film.
 Source et légende : version québécoise (VQ) sur Doublage.qc.ca

## Production

### Attribution des rôles
En septembre 2012, Jay Baruchel est annoncé pour écrire le scénario de la suite de Fight Games (Goon), avec Jesse Chabot, Michael Dowse pour réaliser le film et Evan Goldberg, à la production.
En mai 2015, Jay Baruchel est annoncé comme réalisateur du film, intitulé Goon: Last of the Enforcers et qu'il reprendrait également son rôle de Pat, tandis que Seann William Scott est également annoncé pour reprendre son rôle du joueur de hockey, Doug « The Thug » Glatt. Aussi, Evan Goldberg est annoncé comme producteur exécutif, tandis que David Gross, Jesse Shapira, Jeff Arkuss et André Rouleau comme producteur du film.
En juin 2015, Liev Schreiber et Alison Pill sont annoncés pour reprendre leur rôle lors du précédent film, alors que Elisha Cuthbert rejoint le casting. Puis, la distribution complète est annoncée par Entertainment One avec entre autres : Wyatt Russell, Marc-André Grondin, Kim Coates et Callum Keith Rennie.
En juillet 2015, James Duthie et T. J. Miller ont obtenu un rôle dans le film, ainsi que le temps d'un caméo, les véritables joueurs de hockey Tyler Seguin et Michael Del Zotto

### Tournage
Le film a été tourné à partir du 22 juin 2015 à Toronto, Ontario, au Canada,,